# Leopold Kolbe
Leopold Kolbe ist ein deutschsprachiger Autor des 19. Jahrhunderts, über den nur sehr wenig bekannt ist.
Er lebte in der ersten Hälfte des 19. Jahrhunderts in Wien und war daher wahrscheinlich Österreicher. Sein leipogrammatischer Roman Keine Liebe ohne Qualen. Eine kleine Geschichte, einfach und doch künstlich, dessen Text ohne den Buchstaben „r“ auskommt, erschien 1816 in Budapest in Joseph Müllers Buchhandlung und ist seine einzige literarische Hinterlassenschaft. Möglicherweise handelt es sich bei seinem Namen um ein ungelüftetes Pseudonym.